# (190) Ismene
(190) Ismene – planetoida z pasa głównego asteroid.

## Odkrycie
Została odkryta 22 września 1878 roku w Clinton położonym w hrabstwie Oneida w stanie Nowy Jork przez Christiana Petersa. Nazwa planetoidy pochodzi od Ismeny, siostry Antygony w mitologii greckiej.

## Orbita
Okrąża Słońce w ciągu 7 lat i 345 dni w średniej odległości 3,98 j.a. 190 Ismene należy do planetoid z rodziny Hilda, poruszających się po zbliżonych orbitach i pozostających w rezonansie 3:2 z Jowiszem.